# Большие Туры
Большие Туры — деревня в Сунском районе Кировской области в составе  Кокуйского сельского поселения.

## География
Находится на расстоянии примерно 13 километров по прямой на запад-юго-запад от районного центра поселка  Суна.

## История
Известна с 1724 года как починок Турки с 3 дворами, принадлежавший Успенскому Трифанову монастырю. 150 жителей в 1746 году. В 1873 году дворов 22 и жителей 224, в 1905 31 и 225, в 1926 32 и 158, в 1950 33 и 95. В 1989 году проживало 197 человек. 

## Население
Постоянное население  составляло 254 человека (русские 99%) в 2002 году, 111 в 2010.